# Shōta Inoue
Shōta Inoue (japanisch 井上 翔太 Inoue Shōta; * 24. April 1989 in der Präfektur Ehime) ist ein ehemaliger japanischer Fußballspieler.

## Karriere
Inoue erlernte das Fußballspielen in der Schulmannschaft der Higashi Fukuoka High School und der Universitätsmannschaft der Hannan-Universität. Seinen ersten Vertrag unterschrieb er 2012 bei Cerezo Osaka. Der Verein spielte in der höchsten Liga des Landes, der J1 League. Im Juli 2013 wechselte er auf Leihbasis zum Zweitligisten Giravanz Kitakyushu. Nach Ende der Ausleihe wurde er von Giravanz fest verpflichtet. Am Ende der Saison 2017 stieg der Verein in die J3 League ab. Für den Verein absolvierte er 160 Ligaspiele. 2020 wechselte er zum Regionalligisten FC Tiamo Hirakata nach Hirakata. Mit dem Verein spielte er in der Kansai Soccer League. Am Ende der Saison 2020 wurde er mit Tiamo Meister und stieg in die vierte Liga auf. Nach insgesamt 74 Ligaspielen beendete er nach der Saison 2023 seine Karriere als Fußballspieler.

## Erfolge
FC Tiamo Hirakata
- Kansai Soccer League: 2020